# Kultúra slova
Kultúra slova („kultura słowa”) – słowackie czasopismo popularnonaukowe, zajmujące się problematyką kultury języka i terminologii, wydawane od 1967 roku.
Czasopismo jest poświęcone zagadnieniom teoretycznym związanym z językiem standardowym i kulturą językową. Publikowane są w nim analizy dotyczące stanu słowackiej kultury językowej oraz użycia języka w różnych domenach, a także artykuły popularyzujące wyniki badań naukowych. Na łamach czasopisma ukazują się również artykuły poruszające problematykę terminologii oraz listy terminologiczne będące efektem prac komisji terminologicznych. Czasopismo zajmuje się też literaturą artystyczną oraz piśmiennictwem specjalistycznym i popularyzatorskim, badając językowe środki wyrazu.
W 2020 roku funkcję redaktora naczelnego pełniła Sibyla Mislovičová.